# Stichtse Vrije School
De Stichtse Vrije School is een school voor voortgezet vrijeschoolonderwijs, gevestigd in het Lyceumkwartier in Zeist. De school biedt het internationale waldorfschool-curriculum aan voor de klassen 7 tot en met 12 (voor het Nederlandse voortgezet onderwijs: 1e t/m 6e leerjaar), met eindexamens op mavo-, havo- of vwo-niveau.
De Stichtse Vrije School is onderdeel van de Scholengemeenschap voor Vrije Schoolonderwijs, met scholen in Eindhoven (Novalis College), Nijmegen (Karel de Grote College) en Zeist, inclusief de Tobiasschool, een school voor SBO.

## Onderwijs en kenmerkende activiteiten
Het onderwijs aan de Stichtse Vrije School kenmerkt zich door een breed aanbod van vakken, ongeacht het niveau en de (latere) examenvakkenkeuze van de leerlingen. Naast de cognitieve ontwikkeling van de leerling heeft ook de sociaal-emotionele ontwikkeling een nadrukkelijke plaats in het onderwijsaanbod en worden leerlingen gestimuleerd om eigen idealen te ontwikkelen en zich door een intrinsieke betrokkenheid bij de lesstof met de samenleving, medemens en de natuur te verbinden. Zoals gebruikelijk op vrijescholen, wordt de lesstof gezien als "ontwikkelingsstof", die in de eerste plaats dient als middel om de leerling te ondersteunen bij een veelzijdige ontwikkeling.
Er wordt gewerkt met jaargroepen (klassen) die in principe hun hele schooltijd bij elkaar blijven. Na de verlengde brugperiode wordt er in een deel van de dag lesgegeven in niveaugroepen. Gedurende de 1e 2 uren van elke dag krijgen de klassen periode-onderwijs in diverse blokken van een aantal weken. Ook vakken als gym en maatschappijleer blijven in klassen gegeven.
De leerlingen ronden naast de Vrije School ook hun schooltijd af met een Mavo, Havo of VWO examen.

## Geschiedenis
De school is voortgekomen uit de Zeister Vrije School, die werd opgericht in 1932 door Bernard Lievegoed en medewerkers van het Zonnehuis, voor onder andere hun eigen kinderen. Deze school startte als huiskamerklasje, eerst in Bosch en Duin en vanaf 1933 in Huize Veldheim in Zeist. In september 1935 werd de school officieel opgericht als Vereniging Zeister Vrije School.
Gedurende de oorlogsjaren leidde de school een clandestien bestaan op de bovenverdieping van een villa aan de Kroostweg. De nazi's hadden de vrije scholen in Duitsland verboden en ook de al langer bestaande Haagse Vrije School moest meteen na de inval van de Duitsers in mei 1940 de poorten sluiten. Door het zeer geringe aantal leerlingen en het tijdig weghalen van het bordje “ Vrije School”, is de Zeister Vrije School aan de aandacht van de bezetters ontsnapt. Na de oorlog groeide de school ondanks de zeer beperkte financiële middelen. Sinds 1955 wordt de school gesubsidieerd en werd een nieuw schoolgebouw betrokken, aan de Burg. Van Tuylllaan. Toen de Mammoetwet zich aandiende, werd er haast gemaakt met het starten van een bovenbouw (middelbare school), om nog tijdig een vergunning te krijgen.
De eerste 8e klas (tweede leerjaar V.O.; de 7e klas was bij de vrije scholen toen nog onderdeel van de lagere school) begon in 1966 en in 1971 was de school volgroeid tot een 12-jarige vrije school. In een extra (13e) jaar werd (los van het waldorfcurriculum) voorbereid op het staatsexamen havo of vwo. In 1982 startte ook als een aparte vestiging een bovenbouw van de Driebergse Vrije School onder de verantwoordelijkheid van de Zeister Vrije School. In 1984 werd de bovenbouw formeel een vijfjarige mavoschool, waarmee (inclusief de zevenjarige onderbouw) het 12-jarige curriculum gehandhaafd kon blijven. De eindexamens werden afgenomen onder de verantwoordelijkheid van het Teisterbant College.
Na heftige discussies binnen het lerarenteam, werd in 1985 besloten om het voortgezet onderwijs (vanaf de 8e klas) juridisch en organisatorisch los te koppelen van de Zeister Vrije School. De Driebergse en de Zeister stromen gingen toen verder als regionale vrije school onder de naam Stichtse Vrije School. Vanuit de vrije scholen die vanaf de jaren zeventig zijn ontstaan in Utrecht, De Bilt, Hilversum en Amersfoort gingen erop steeds meer leerlingen naar de Stichtse Vrije School in Zeist. Bestuursleden van deze onderbouwen vormden nog tot 1995 het bestuur van de nieuwe bovenbouw.
In 1997 werden de vrije scholen voor voortgezet onderwijs door de overheid gedwongen om zich aan te passen aan de Nederlandse onderwijsstructuur. De 7e klassen mochten niet langer bij het basisonderwijs gehuisvest worden en de bovenbouwen zouden een 4-jarige mavo moeten worden. Er werd hierna een formele erkenning als mavo/havo/vwo-scholengemeenschap verkregen voor de vrije scholen. De Stichtse Vrije School fuseerde per 1 januari 2000 met de vrije scholen voor V.O. in Eindhoven en Nijmegen. Vanaf dat moment werden de eindexamens ook onder eigen verantwoordelijkheid afgenomen.
In 2002 werd naar aanleiding van veranderende wetgeving de vso-lom-afdeling van de Tobiasschool in Zeist ondergebracht bij de Stichtse Vrije School. Het onderwijs voor leerlingen die extra ondersteuning behoeven werd nog wel aan de Lorentzlaan gegeven, maar valt sinds 2004 onder de regeling leerwegondersteunend onderwijs (LWOO).
Vanaf 2011 zijn er steeds 4 of soms ook 5 parallel stromen.

## Bekende oud-leerlingen
- Anne-Maartje Lemereis, Componist des Vaderlands (2024)
- David Lammers, cineast
- Felicia van den End, fluitiste
- Gaite Jansen, actrice
- Jaime de Bourbon de Parme, ambassadeur Vaticaan
- Liza Ferschtman, violiste
- Margarita de Bourbon de Parme
- Peter Meijer, beeldend kunstenaar
- Seth Kamphuijs, acteur
- Steffi de Pous, presentatrice
- Theodora Geraets, violiste
- Tobias Camman, presentator, filmmaker
- Vincent Rietveld, acteur